# 洞穴袋鼠介
洞穴袋鼠介（学名：Kangarina cavata）为尾花介科袋鼠介屬下的一个种。